# جون جاي كولينز
جون جاي كولينز (بالإنجليزية: John J. Collins)‏ هو محرر أمريكي، ولد في 1946 في جزيرة أيرلندا في المملكة المتحدة.